# 192a Brigada Mixta (Exèrcit Popular de la República)
La 192a Brigada Mixta va ser una unitat de l'Exèrcit Popular de la República creada durant la Guerra Civil Espanyola. Desplegada en el front d'Extremadura, la unitat va tenir un paper poc rellevant durant la contesa.

## Historial
La unitat va ser creada el 30 d'abril de 1938 a partir de reservistes de les quintes de 1925 i 1926. Anteriorment, una brigada asturiana havia emprat aquesta numeració al nord. La nova 192a Brigada Mixta, que inicialment va estar enquadrada en la 53a Divisió del XVII Cos d'Exèrcit, posteriorment seria agregada a la 29a Divisió del VI Cos d'Exèrcit. Per a la prefectura de la brigada es va designar al major de milícies Abelardo Belenguer Alcober.
L'organització de la unitat es va retardar molt i no seria fins al mes de juliol que estaria completa. El novembre de 1938, la 192a BM va ser assignada a la 68a Divisió. El seu lloc de comandament es trobava a les Mines de Santa Quiteria. No arribaria a participar en la batalla de Peñarroya, el gener de 1939, a causa de la seva feble organització.

## Comandaments
Comandants
- Major de milícies Abelardo Belenguer Alcober;